# Berchemia hispida
Berchemia hispida är en brakvedsväxtart som först beskrevs av Tsai och K.M. Feng, och fick sitt nu gällande namn av Yi Ling Chen och P. K. Zhou. Berchemia hispida ingår i släktet Berchemia och familjen brakvedsväxter. Utöver nominatformen finns också underarten B. h. glabrata.